# حدب الفوار
حدب الفوار قرية فلسطينية في محافظة الخليل ، على بعد 7 كم من مدينة الخليل ، ويحدها من الشرق مخيم الفوار ومن الشمال دورا ومن الجنوب يطا ومن الغرب دير رازح ، وهي ترتفع 761 متر عن سطح البحر ، وبلغ عدد سكانها 1918 نسمة عام 2007 